# Статуя Чингисхана в Цонжин-Болдоге
Конная статуя Чингисхана (монг. Чингис хааны морьт хөшөө) в Цонжин-Болдоге — крупнейший из памятников Чингисхану в Монголии и крупнейшая конная статуя в мире.

## Описание
Статуя Чингисхана расположена в 54 км к юго-востоку от центра Улан-Батора в местности Цонжин-Болдог, которая административно входит в состав улан-баторского городского административного района Налайх, недалеко от границы с аймаком Туве недалеко от берега реки Туул, в месте, где, согласно устному преданию, Чингис нашёл золотую плётку. Статуя символически направлена на восток, к месту его рождения.
Автор проекта статуи — скульптор Д. Эрдэнэбилэг, при участии архитектора Ж. Энхжаргала. Официальное открытие монумента состоялось 26 сентября 2008 года.
Высота статуи — 40 м без учёта десятиметрового постамента. Изваяние изготовлено из нержавеющей стали весом 250 тонн и окружено 36 колоннами, символизирующими ханов Монгольской империи от Чингиса до Лигдэн-хана. В двухэтажном постаменте размещаются художественная галерея, музей эпохи хунну, бильярдная, рестораны, сувенирная лавка и конференц-зал. На голове лошади располагается смотровая площадка.

## Тематический парк
Пространство вокруг статуи предполагается занять двумястами туристическими юртами, расположенными в форме монгольских родовых клейм для скота. Они должны составить обширный тематический парк, разделённый на шесть секций, посвящённых монгольскому быту XIII века: военную, ремесленную, шаманскую, книжную, ханскую и скотоводческую. Также предполагается обустроить поле для гольфа, искусственное озеро, театр на открытом воздухе. На возведение комплекса уже потрачено около 28 млрд ₮.

## Галерея

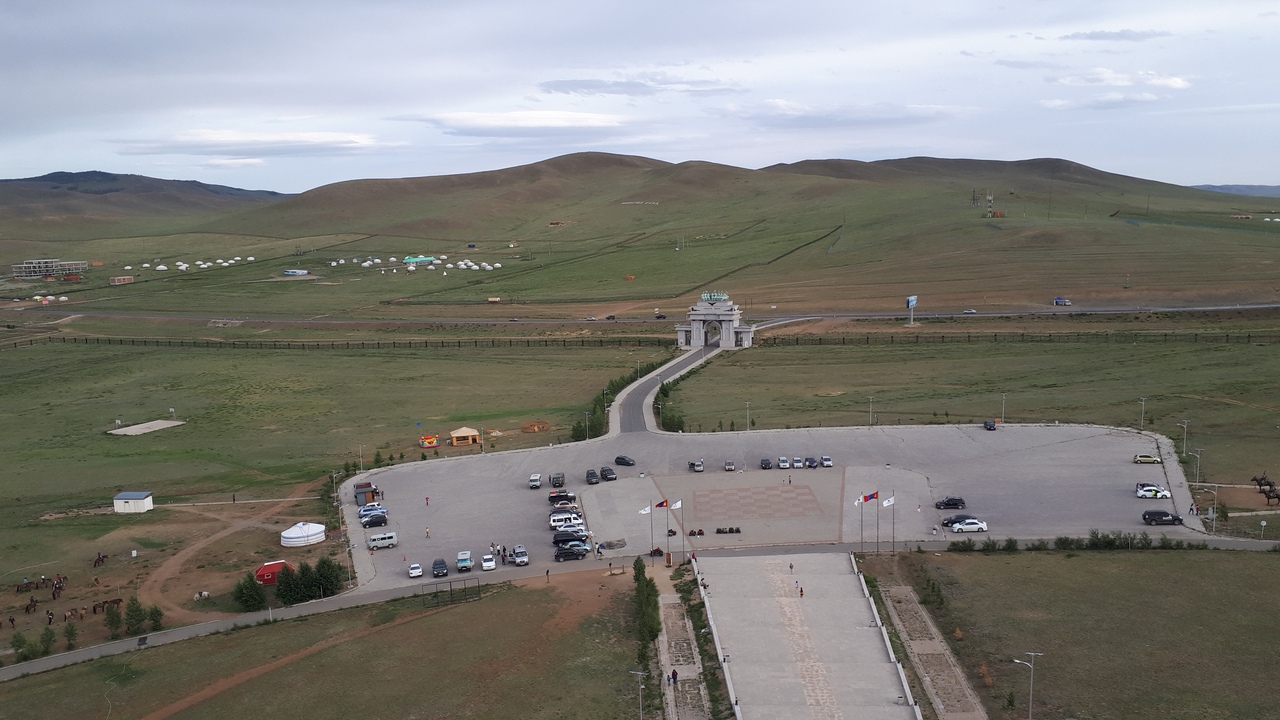
Главная дорога, ведущая к статуе Чингисхана
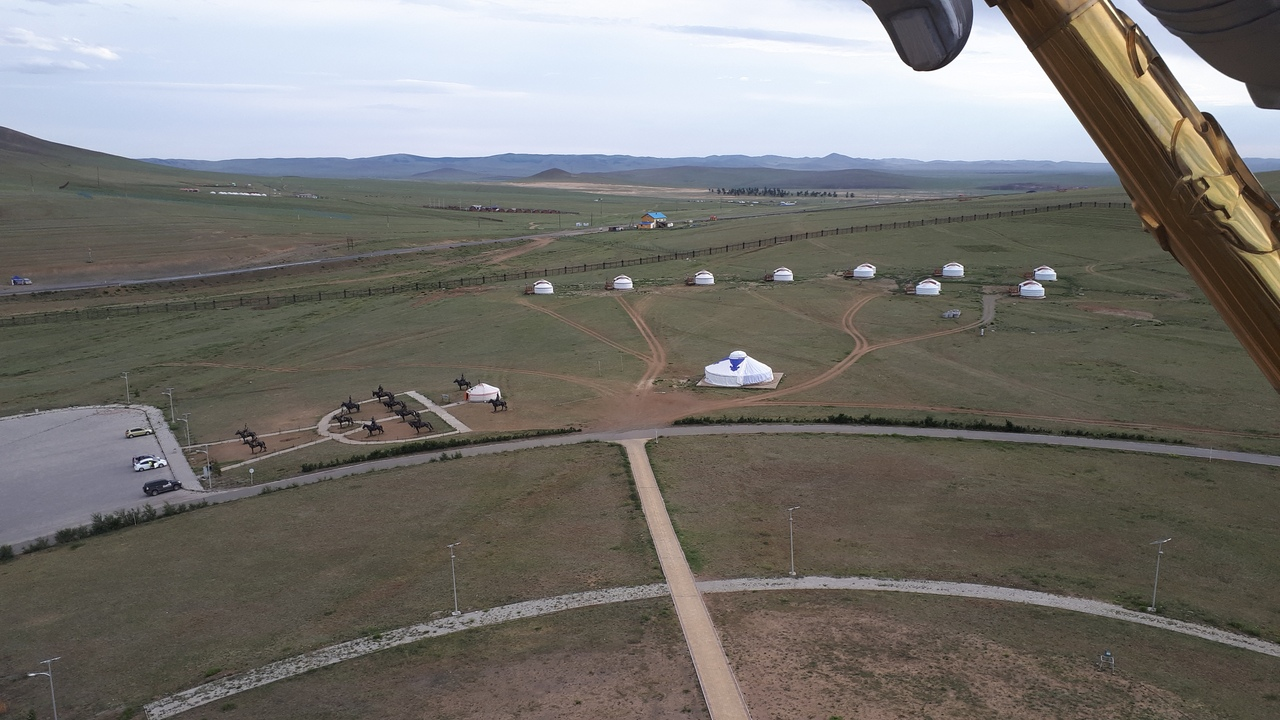
Вид на тематический парк со смотровой площадки на статуе Чингисхана
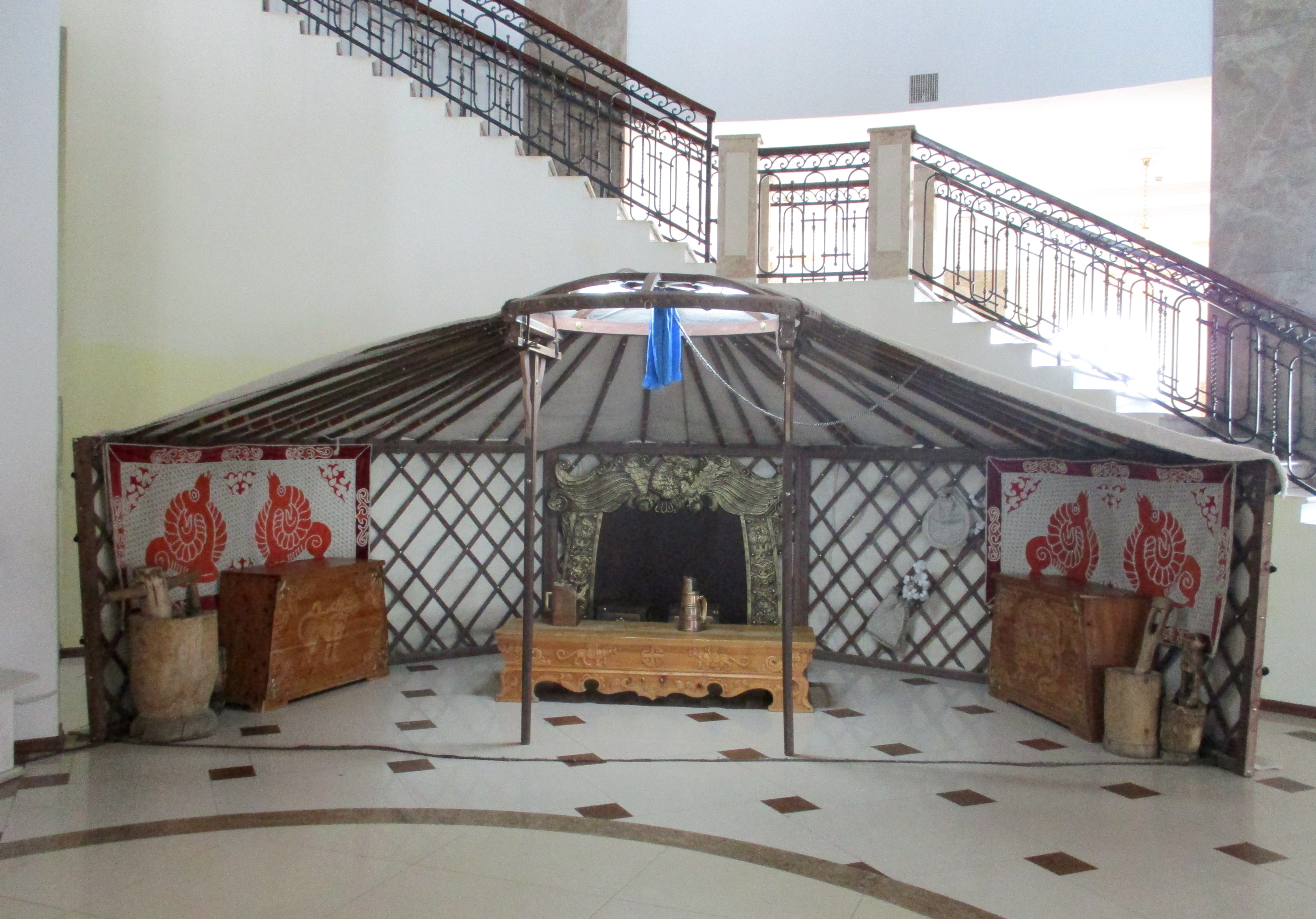
Экспозиция внутри статуи
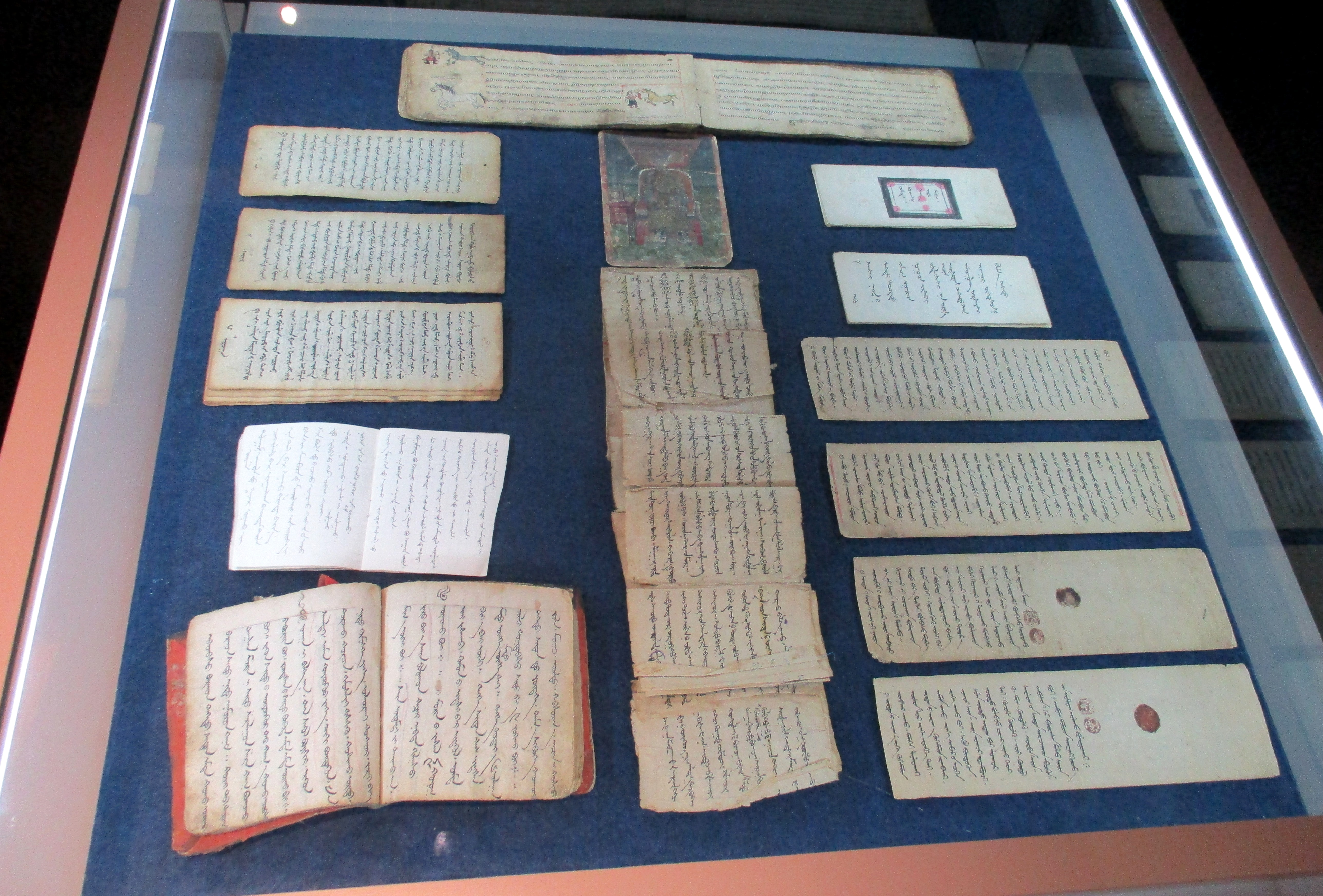
Экспонаты внутри статуи
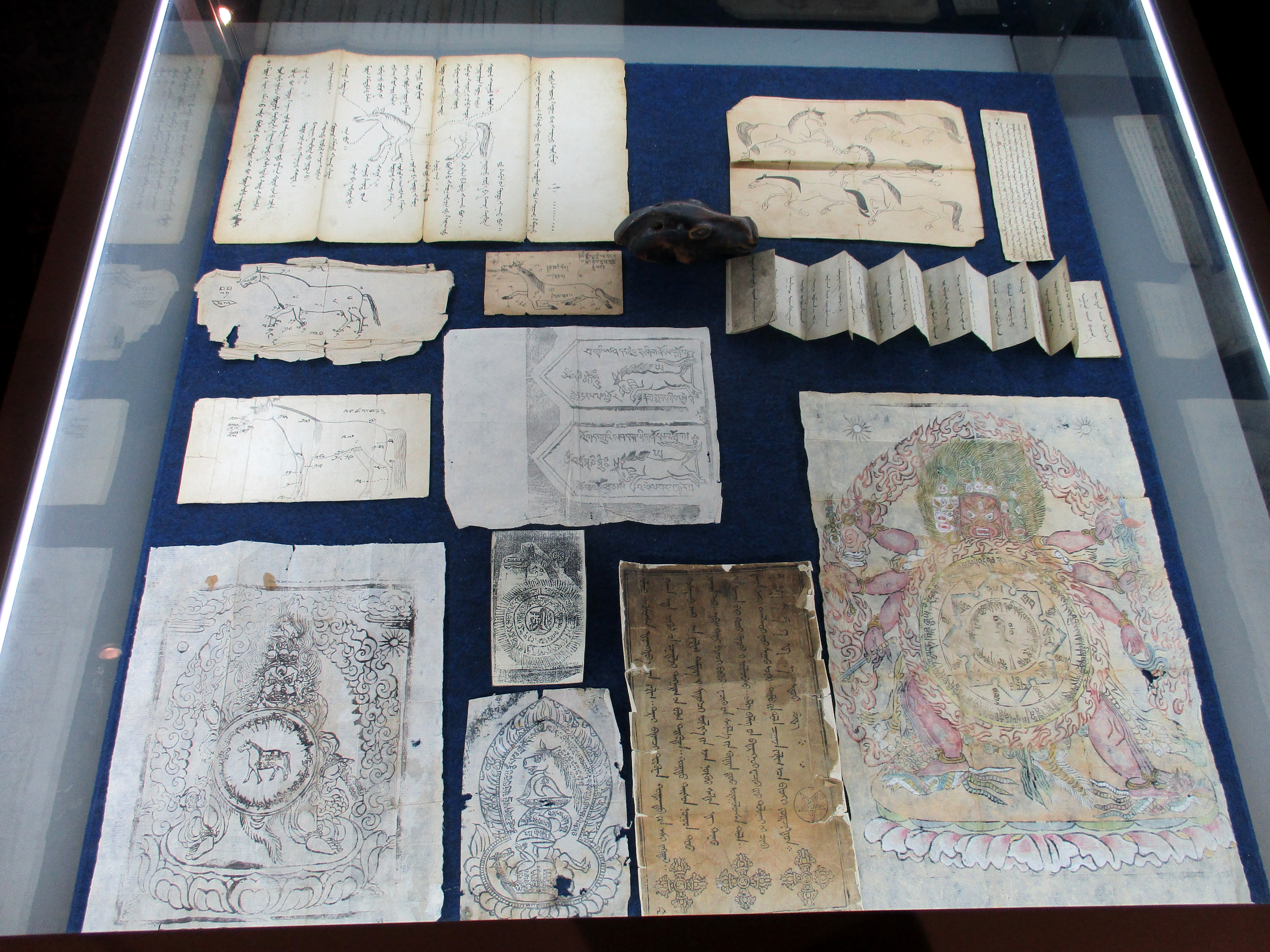
Экспонаты внутри статуи
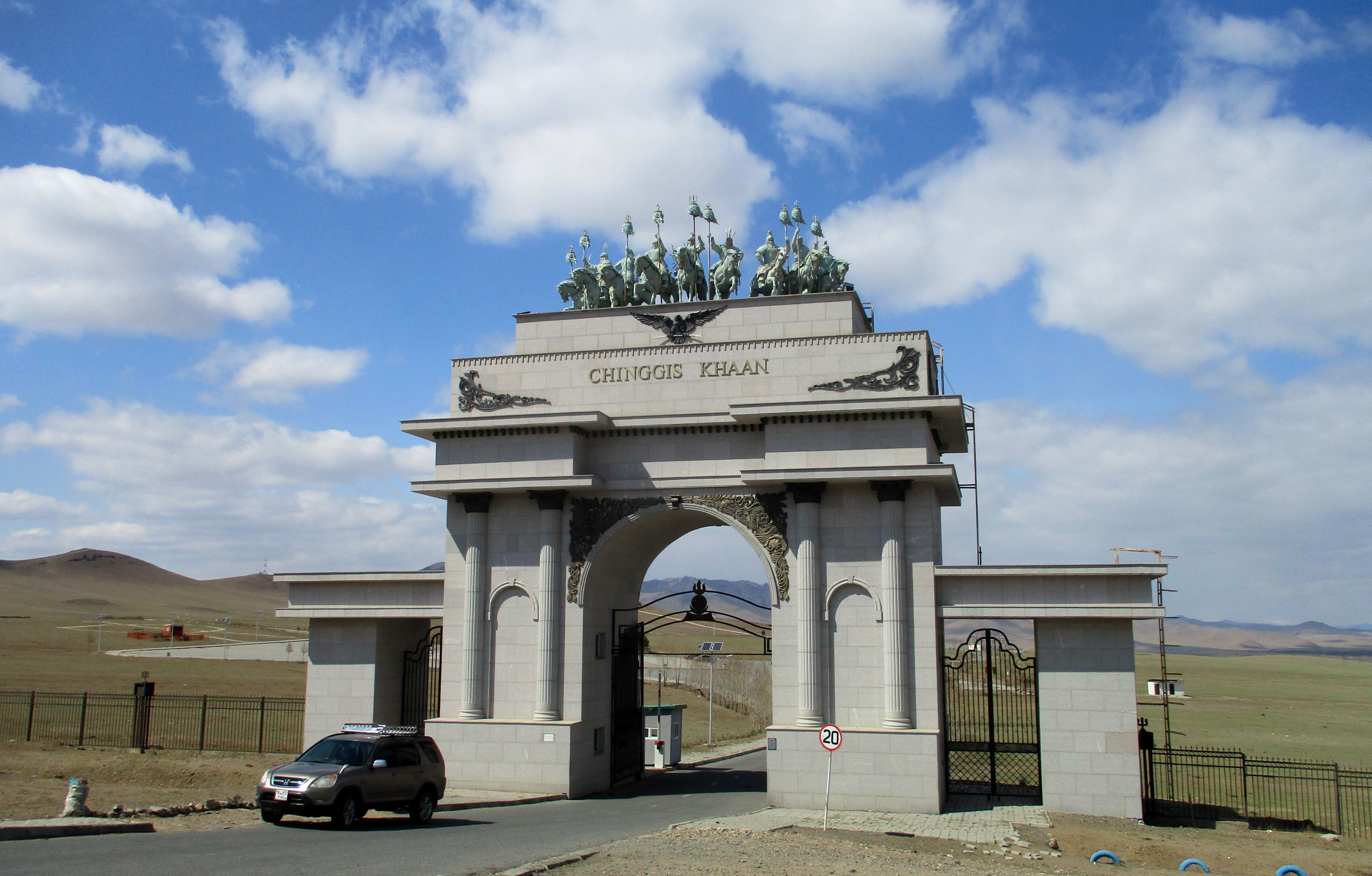
Ворота при въезде к статуе